# Ingrid Didden
Ingrid Didden (Neerpelt, 27 juni 1968) is een voormalige Belgische atlete, die de zevenkamp beoefende. Ze was sinds 1990 Belgisch recordhoudster zevenkamp, totdat dit record in 2006 door Tia Hellebaut verbeterd werd. In 1994 is Didden gestopt met atletiek.
Didden is in 1993 getrouwd met Jan DeWijngaert. Uit dit huwelijk zijn drie kinderen geboren.

## Belgische kampioenschappen
| Onderdeel   | Jaar             |
| ----------- | ---------------- |
| speerwerpen | 1991, 1993, 1994 |
| zevenkamp   | 1990, 1991, 1993 |

## Statistieken

### Persoonlijk record
| Onderdeel | Prestatie | Datum           | Plaats    |
| --------- | --------- | --------------- | --------- |
| zevenkamp | 6056 p    | 20/21 juli 1991 | Sheffield |

## Palmares

### speerwerpen
- 1993:  BK AC - 45,02 m
- 1994:  BK AC - 50,04 m

### hink-stap-springen
- 1994:  BK indoor AC - 12,08 m

### zevenkamp
- 1990:  BK AC - 5788 p
- 1991:  BK AC - 5719 p
- 1991: 21e WK - 5855 p
- 1993:  BK AC - 5412 p